# Måneskin
Måneskin é uma banda de hard rock italiana formada em Roma no ano de 2016. Ganharam fama na Itália após a participação na 11ª edição do Factor X. Mesmo tendo ficado em 2º lugar, conseguiram assinar um contrato com a Sony Music. Chosen (EP) foi o 1º álbum da banda, lançado em 2017. Com a canção "Zitti e Buoni" sagraram-se vencedores do Festival Eurovisão da Canção 2021.

## História

### Início
A banda foi formada em 2016 por Victoria De Angelis e Thomas Raggi, ambos estudavam na "Scuola Media Gianicolo", no bairro romano de Monteverde, tempo depois juntaram-se Damiano David e Ethan Torchio. O nome da banda "Måneskin" significa "clarão da lua" ou "luar" em dinamarquês, e surgiu de um brainstorming onde Victoria, que é filha de mãe dinamarquesa e pai italiano, teve de dizer palavras ao calhas naquela língua. Embora aquela palavra tenha sido a escolhida como nome, não tem muita relação com o tipo de música que fazem.

### The X-Factor
No ano de 2017, a banda participou da 11.ª edição da versão italiana do Factor X, e ficaram em 2.º lugar. No decorrer do concurso, a banda lançou o seu primeiro EP chamado "Chosen" o qual acabaria por receber dois discos de platina por parte da Federazione Industria Musicale Italiana.
A 7 de janeiro de 2018, a banda foi convidada ao programa Che tempo che fa, da Rai 1, sendo esta a primeira aparição na televisão pública de Itália. A 23 de março de 2018, a banda lançou o seu segundo single, chamado "Morirò da re" que recebeu três discos de platina.
Em junho de 2018, a banda recebeu um disco de platina pelo álbum Chosen no Wind Music Awards, em Verona. Em 6 de setembro, abriam o concerto dos Imagine Dragons em Milão.

### "Il ballo della vita"
No mês de setembro, lançaram o novo disco chamado "Il ballo della vita", assim como um documentário sobre a banda que foi estreado em vários cinemas italianos, titulado "This Is Måneskin", que arrecadou 74.306 euros. Para o mês de novembro, a banda partiu na sua primeira digressão nacional com Il ballo della vita Tour, em várias cidades de Itália onde esgotaram todas as funções, já em fevereiro de 2019 começaram as apresentações internacionais em Espanha, Suíça, França, Bélgica, Inglaterra e Alemanha.

### "Teatro d'ira: Vol. I"
Precedendo o disco, a banda lançou "Vent'anni" como primeiro single. O álbum foi lançado em 19 de março de 2021, mesclando os idiomas italiano e inglês. Posteriormente, o álbum alcançou um maior sucesso global, formando parte da classificação semanal de álbuns mais ouvidos do mundo pelo Spotify diversas vezes, entre os 10 primeiros. Foi eleito pela Loudwire como o 39º melhor álbum de rock/metal de 2021.
As faixas "Zitti e Buoni" e "I Wanna Be Your Slave" estiveram, simultaneamente, no top 10 entre as músicas mais ouvidas no mundo.

### Festival de Sanremo e Eurovisão
Na madrugada de 7 de março de 2021, os Måneskin ganharam a 71.ª edição do Festival de Sanremo da canção italiana com a música "Zitti e Buoni" e com essa vitória também conquistaram o direito de representar a Itália no Festival Eurovisão da Canção 2021, tendo ganho o festival a 23 de maio de 2021.
A letra original de "Zitti e Buoni" teve de ser modificada para cumprir as regras dos 3 minutos das canções na Eurovisão, para além da eliminação de alguns palavrões presentes. A partir dessa vitória, "Zitti e Buoni" decolou para o topo das paradas musicais globais e, causando a curiosidade do público, a faixa "I Wanna Be Your Slave", do álbum mais recente, também disparou nas paradas musicais.

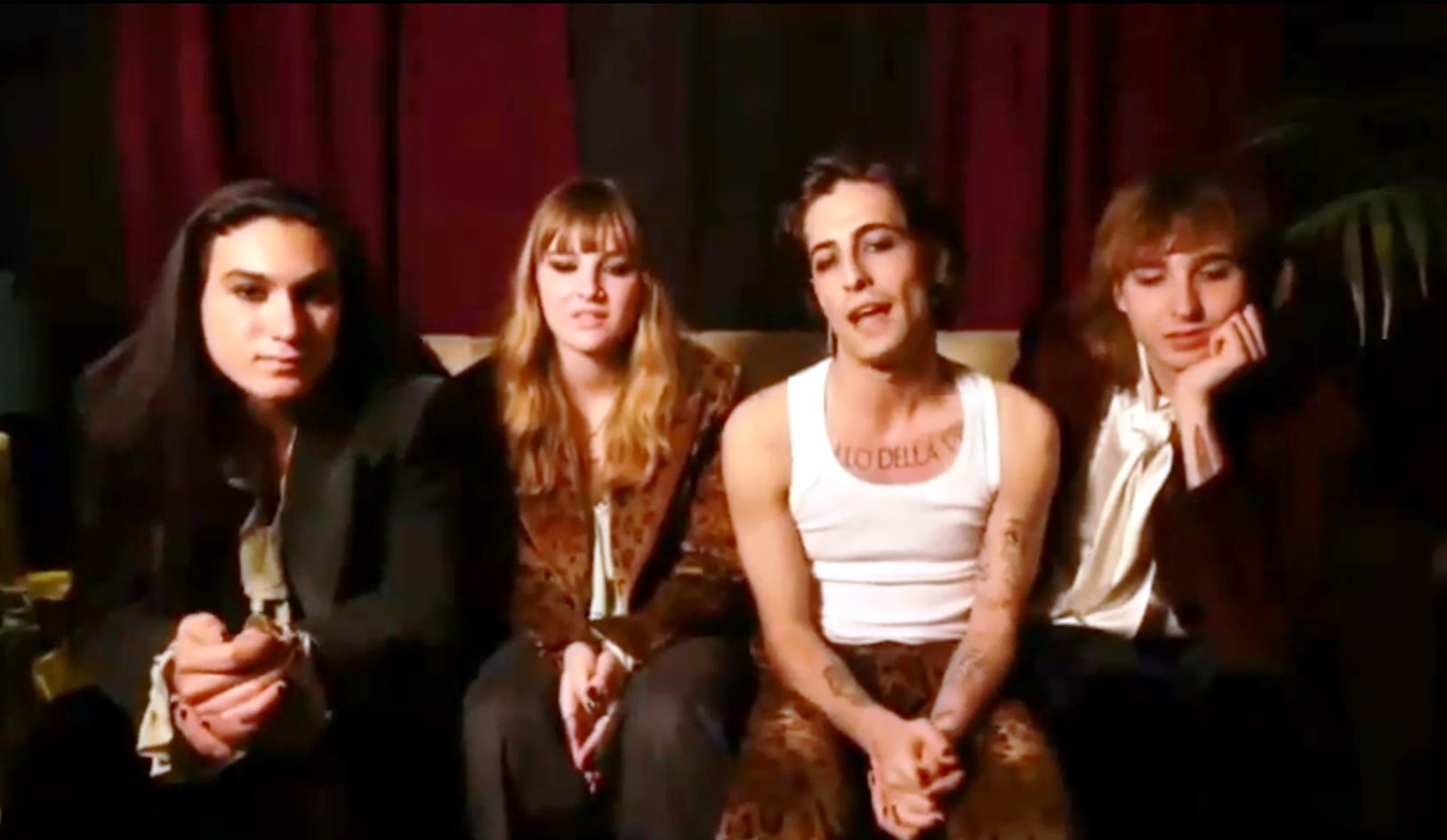
Måneskin, da esquerda para a direita, em 2021: Ethan, Victoria, Damiano e Thomas

### Pós-Eurovisão
Após a passagem pela Eurovisão, a banda partiu em digressão promocional pela Europa entre junho e julho e apresentaram-se em vários festivais de música de verão ao ar livre em 2021, tais como Rock for People na República Checa e Nova Rock Festival na Áustria. A 27 de setembro de 2021, foi lançada como single digital uma gravação em direto da canção "Beggin'", gravada no Ronquières Festival 2021. A 8 de outubro a banda lançou o 10.º single chamado Mammamia. Logo no mesmo ano tiveram a primera aparição na televisão dos Estados Unidos no programa The Tonight Show Starring Jimmy Fallon, onde apresentaram-se a tocar Beggin, canção que ficou viral no TikTok, em novembro voltaram à televisão americana desta feita no The Ellen DeGeneres Show. A primeira digressão mundial dos Måneskin irá começar em setembro de 2022 em São Paulo, no Brasil e vai concluir em maio de 2023 em Tallinn, na Estónia, com datas adicionais em agosto de 2022 em Tóquio e Osaka. A 13 de maio de 2022 lançaram o 11.º single da banda intitulado Supermodel, o qual tocou na final da Eurovisão de 2022 em Turim, para além da nova música, a banda também apresentaram uma versão curta de "If I Can Dream", que será incluída na banda sonora do filme Elvis.

## Integrantes
- Damiano David – voz
- Victoria De Angelis – baixo
- Thomas Raggi – guitarra
- Ethan Torchio – bateria

## Ativismo
No ano de 2020, todos os integrantes da banda participaram dos protestos do movimento antirrascista Black Lives Matter. Em junho de 2021, num show na Polónia, Damiano David beijou simbolicamente Thomas Raggi no final da apresentação da música "I Wanna Be Your Slave", para apoiar a comunidade LGBT. Damiano concluiu a dizer: "Achamos que todos deveriam ter o direito para fazer isso sem medo. Achamos que todos devem ser completamente livres para fazer o que quiserem. Obrigado Polónia!".

## Discografia

### Extended play (EP)
- Chosen (2017)

### Álbuns de estúdio
- Il Ballo della vita (2018)
- Teatro d'ira – Vol. I (2021)
- Rush! (2023)

## Prémios
| Ano  | País           | Premiação                 | Categoria                              | Projeto               | Resultado |
| ---- | -------------- | ------------------------- | -------------------------------------- | --------------------- | --------- |
| 2019 | Itália         | SEAT Music Awards         | Live Performance                       |                       | Venceu    |
| 2019 | Itália         | SEAT Music Awards         | Album                                  | Il Ballo Della Vita   | Venceu    |
| 2019 | Itália         | SEAT Music Awards         | Single                                 | Torna a Casa          | Venceu    |
| 2021 | Mundo          | Eurovision Awards         | Best Dressed                           |                       | Venceu    |
| 2021 | Mundo          | Eurovision Critics        | Best Lyrics                            | ZITTI E BUONI         | Venceu    |
| 2021 | Mundo          | Eurovision Awards         | Best Official Video                    | ZITTI E BUONI         | Venceu    |
| 2021 | Mundo          | MTV Europe Music Awards   | Best Rock                              |                       | Venceu    |
| 2021 | Itália         | Lupa Capitolina           | Honraria                               |                       | Venceu    |
| 2021 | Itália         | HeyJude Awards            | Best Band                              |                       | Venceu    |
| 2021 | Estados Unidos | American Music Awards     | Favorite Trending Song                 | Beggin'               | Indicado  |
| 2022 | Reino Unido    | BRIT Awards               | International Song                     | I WANNA BE YOUR SLAVE | Indicado  |
| 2022 | Reino Unido    | BRIT Awards               | International Group                    |                       | Indicado  |
| 2022 | Dinamarca      | GAFFA PRISEN              | New International Artist               |                       | Venceu    |
| 2022 | Japão          | Yokohama CD Awards        | Best Seller                            | Teatro D'Ira - Vol. 1 | Venceu    |
| 2022 | Espanha        | Premios Odeón             | Artista Odeón Revelación Internacional |                       | Venceu    |
| 2022 | Polónia        | Anty Radio Judge          | Hit Rock 2021                          | ZITTI E BUONI         | Venceu    |
| 2022 | Estados Unidos | iHeart Radio Music Awards | Best New Alternative Artist            |                       | Venceu    |
| 2022 | Estados Unidos | Billboard Music Awards    | Top Rock Song                          | Beggin'               | Venceu    |
| 2022 | Estados Unidos | MTV Video Music Awards    | Best New Artist                        |                       | Indicado  |
| 2022 | Estados Unidos | MTV Video Music Awards    | Best Alternative                       | I WANNA BE YOUR SLAVE | Venceu    |
| 2022 | Itália         | Premio Diva               | Honraria                               |                       | Venceu    |
| 2022 | Itália         | Diversity Media Awards    | Personaggio Dell'ano                   |                       | Venceu    |
| 2022 | Hungria        | Fonogram Awards           | Best New International Hard Rock Album | Teatro D'Ira - Vol. 1 | Venceu    |
| 2022 | Finlândia      | Emma Gaala                | Most Streamed International Song       | I WANNA BE YOUR SLAVE | Venceu    |

## Reconhecimentos
- A cidade de Roma concedeu à banda a honraria da Lupa Capitolina em 2021, entregue a cidadãos da cidade de Roma que tenham obtido grande notoriedade no cenário atual.[22]

## Certificações

### Chosen [EP]
| País   | Certificação | Equivalente |
| ------ | ------------ | ----------- |
| Itália | 2x Platina   | 100.000     |

#### Faixas
| Faixa                | País           | Certificação | Equivalente |
| -------------------- | -------------- | ------------ | ----------- |
| Chosen               | Itália         | 2x Platina   | 140.000     |
| "Beggin'"            | Brasil         | Diamante     | 160.000     |
| "Beggin'"            | França         | Diamante     |             |
| "Beggin'"            | Itália         | 3x Platina   | 140.000     |
| "Beggin'"            | Espanha        | Platina      | 40.000      |
| "Beggin'"            | México         | Platina      | -           |
| "Beggin'"            | Estados Unidos | Platina      | 500.000     |
| "Beggin'"            | Austrália      | 2× Platina   | 35.000      |
| "Beggin'"            | Nova Zelândia  | Platina      | 15.000      |
| "Beggin'"            | Áustria        | Platina      | 10.000      |
| "Beggin'"            | Grécia         | Platina      | 10.000      |
| "Beggin'"            | Portugal       | Platina      | 5.000       |
| "Beggin'"            | Reino Unido    | Ouro         | 60.000      |
| Somebody Told Me     | Itália         | Ouro         | 35.000      |
| Recovery             | Itália         | Ouro         | 35.000      |
| Vengo dalla Luna     | Itália         | Ouro         | 35.000      |
| Let's Get It Started | Itália         | Ouro         | 35.000      |

### Il Ballo Della Vita
| País   | Certificação | Equivalente |
| ------ | ------------ | ----------- |
| Itália | 3x Platina   | 150.000     |

#### Faixas
| Faixa              | País   | Certificação | Equivalente |
| ------------------ | ------ | ------------ | ----------- |
| Torna a Casa       | Itália | 5x Platina   | 350.000     |
| Morirò Da Re       | Itália | 3x Platina   | 210.000     |
| Le Parole Lontane  | Itália | Platina      | 70.000      |
| L'Altra Dimensione | Itália | Platina      | 70.000      |
| Fear For Nobody    | Itália | Ouro         | 35.000      |
| Are You Ready?     | Itália | Ouro         | 35.000      |

### Teatro D'Ira - Vol. I
| País   | Certificação | Equivalente |
| ------ | ------------ | ----------- |
| Itália | 2x Platina   | 100.000     |

#### Faixas
| Faixa                 | País        | Certificação | Equivalente |
| --------------------- | ----------- | ------------ | ----------- |
| I Wanna Be Your Slave | Itália      | 3x Platina   | 140.000     |
| I Wanna Be Your Slave | Áustria     | Platina      | 15.000      |
| I Wanna Be Your Slave | Grécia      | Platina      | 15.000      |
| I Wanna Be Your Slave | Polónia     | Platina      | 100.000     |
| I Wanna Be Your Slave | Reino Unido | Ouro         | 100.000     |
| I Wanna Be Your Slave | Áustria     | Ouro         | 7.500       |
| I Wanna Be Your Slave | Austrália   | Ouro         | 35.000      |
| I Wanna Be Your Slave | Espanha     | Ouro         | 20.000      |
| I Wanna Be Your Slave | Dinamarca   | Ouro         | 6.000       |
| I Wanna Be Your Slave | Portugal    | Platina      | 5.000       |
| Zitti e Buoni         | Itália      | 5x Platina   | 280.000     |
| Zitti e Buoni         | Polónia     | Platina      | 100.000     |
| Zitti e Buoni         | Grécia      | Platina      | 12.000      |
| Zitti e Buoni         | Austria     | Ouro         | 7.500       |
| Zitti e Buoni         | Suíça       | Platina      | 10.000      |
| Zitti e Buoni         | Portugal    | Ouro         | 5.000       |
| Zitti e Buoni         | Espanha     | Ouro         | 20.000      |
| Zitti e Buoni         | Suécia      | Ouro         | 20.000      |
| Coraline              | Itália      | Platina      | 70.000      |
| Vent'Anni             | Itália      | 2x Platina   | 140.000     |